# Jean Westwood
Pour les articles homonymes, voir Westwood.
Jean Westwood, née le 22 novembre 1923 à Price (Utah) et morte le 18 août 1997 à American Fork (Utah), est une femme politique américaine membre du Parti démocrate. Elle est la première femme à devenir présidente d'un grand parti politique aux États-Unis.

## Biographie
Née Jean Miles, elle épouse Richard E. Westwood en 1941. En 1951, ils créent ensemble un élevage de visons.
Le 14 juillet 1972, le candidat démocrate à l'élection présidentielle George McGovern la nomme présidente du Comité national démocrate ; elle est la première femme à devenir présidente d'un grand parti politique aux États-Unis (la deuxième étant Mary Louise Smith, en 1974, pour le Parti républicain). Elle compte parmi les personnalités ayant conseillé au candidat de se séparer de Thomas Eagleton, prétendant à ses côtés à la vice-présidence des États-Unis, mais dont les révélations concernant ses séjours en hôpital psychiatrique et les rumeurs au sujet de son alcoolisme ont fragilisé la campagne. Entre 1976 et 1988, Jean Westwood travaille au sein de plusieurs campagnes électorales, pour Terry Sanford, Edward Kennedy, Gary Hart et Bruce Babbitt.